# Авторское право в Испании
Испанский закон об авторском праве регулирует авторские права, то есть права авторов литературных, художественных или научных работ в Испании. Он был впервые введен законом от 10 января 1879, и находился под влиянием французского авторского права и движения возглавляемого Виктором Гюго по международной охране литературных и художественных произведений. По состоянию на 2006 г. основные его положения содержатся в описании закона интеллектуальной собственности от 11 ноября 1987 года с внесенными изменениями..
Сводный вариант этого закона был одобрен Королевским Законодательным декретом 1/1996 от 12 апреля 1996 года.

## Охраняемые произведения
Охраняются авторские права на:
- книги, брошюры, письма, адреса, лекции, судебные отчеты и другие работы аналогичного характера;
- музыкальные произведения с текстом или без текста;
- драматические и музыкально-драматические произведения, хореографии, пантомимы и театральные произведения в целом;
- кинематографические произведения и любые другие аудиовизуальные произведения;
- скульптуры; рисунки, картины, гравюры, литографии; мультфильмы и комиксы; их подготовительные работы и любые другие работы;
- проекты, планы, модели и конструкции архитектурных и инженерных работ;
- графики, карты и фотографии, относящиеся к топографии, географии и науке в целом;
- фотографии и аналогичные работы;
- компьютерные программы.

Название работы также защищено, если оно является оригинальным (арт. 10.2). Производные произведения охраняются наравне c защитой оригинального произведения (искусства. 11), и включают:
1. переводы и адаптации;
2. сборники, тезисы и выписки;
3. музыкальные аранжировки;
4. любые другие трансформации произведения.

Коллекции работ (например, антологии) и другие наборы данных, которые по подбору или расположению содержания, представляют собой результат интеллектуального творчества также охраняются (арт. 12)

### Исключения
Статья 13 предусматривает, что следующие официальные работы не защищаются авторским правом:
- Законы;
- Судебные решения;
- Акты, договоры, обсуждения и решения государственных органов;
- Официальные переводы.

### Регистрация
Регистрация охраняемого произведения не является обязательной. Регистрация является доказательством создания и авторства (арт. 140.3 и 145.3 по лей 5/1998).

## Права использования
Автору принадлежит исключительное право использовать произведение в любой форме, с учётом правовых ограничений
на эксклюзивность, и в частности права на воспроизведение, распространение, публичное сообщение и трансформации (арт. 17).
Автор может передавать любые или все эти права другому лицу, хотя такой перевод не может помешать автору
создавать коллекцию его/её работы (арт. 22). Любые соглашения о передаче права использования должны быть произведены в
письменной форме (арт. 45). Такое соглашение, обычно должны гарантировать автору доли дохода
полученные от использования произведения (искусства. 46.1, 47), хотя фиксированные суммы платежа допускаются в определенных
случаях (арт. 46.2).
Авторы произведений пластических искусств имеют право на 3 % от цены перепродажи их произведений при перепродаже ценой большей или равной 300 000 песет (1,807 евро): это право не может быть изъято или передано при жизни автора (арт. 24).

### Срок действия прав на использование
Защита авторских прав в Испании длится в течение жизни автора плюс семьдесят лет (арт. 26). Коллективные работы являются
охраняются в течение семидесяти лет после публикации (арт. 28.2), как и под псевдонимом и анонимно, если его личность
автора становится известно (арт. 27.2). Посмертные произведения охраняются в течение семидесяти лет после публикации или в течение семидесяти лет после смерти автора. Все эти периоды времени рассчитываются начиная с 1 января следующего года после смерти автора или публикации (арт. 30).

## Неимущественные права
Моральные права автора перечислены в статье 14:
1. автор имеет право решать, может ли работа опубликована и в какой форме;
2. автор имеет право право публиковать произведение под своим настоящим именем, под псевдонимом или анонимно;
3. право быть указанным в качестве автора произведения;
4. право настаивать на уважении целостности произведения и противодействовать любому искажению, модификации, изменениям или унизительных действий по отношению к работе, которой нанесло бы ущерб его/её законным интересам или деловой репутации;
5. право модифицировать работу в отношении прав третьих лиц и защиту «произведений, представляющих культурный интерес»;
6. право снять работы с коммерческой эксплуатации, в связи с изменением его/её интеллектуальных или моральных убеждений, при этом размер компенсации определяется правообладателям эксплуатации;
7. право на доступ к единственному экземпляру.

Право на уважение целостности произведения ограничено в случае с компьютерными программами. Автор произведения не может отказаться от его/её личных неимущественных прав, ни передать их другому лицу в его/её жизни.

### Продолжительность не имущественных прав
Право быть признанным в качестве автора и соблюдать права на неприкосновенность произведения бессрочно и может осуществляться
после смерти автора его/её исполнителей или наследников.

## Компьютерные программы
Специальные правила в отношении программ для ЭВМ содержатся в п. VII закона. Работа охраняется только там, где есть авторское интеллектуальное творчество, а идеи и принципы, лежащие в основе любого элемента программы,
в том числе лежащие в основе её интерфейса, не охраняются авторским правом (при определенных обстоятельствах, они могут охраняться патентным правом). Статья 100 указывает на следующие конкретные ограничения права на использование компьютерной программы, в следующем допускаются:
- воспроизводства и трансформации, необходимые для использования программы;
- создание резервной копии;
- наблюдение, исследование и верификация идей и принципов, лежащих в основе программы;
- модификация версий держателем прав эксплуатации;
- модификации для обеспечения совместимости с самостоятельно составленной программой.

### Права исполнителей
Исполнителем является любое лицо, которое поет, читает, декламирует, интерпретирует произведение в любой форме, в том числе режиссёр-постановщик и дирижер оркестра (арт. 105). Исполнители имеют исключительное право разрешать:
- запись и/или воспроизведение исполнения или постановки (п. 106, 107);
- анонс спектакля для публики (арт. 108);

Эти права охраняются пятьдесят лет с даты исполнения либо даты опубликования записи исполнения. Период защиты проходит до 31 декабря соответствующего года.
Исполнители также имеют моральное право на то, чтобы их имя ассоциировалось с их выступлениями и возражать против искажения или порчи своих выступлений.

### Права производителей звукозаписей
Лицо, которое делает звукозапись, имеет исключительное право разрешать воспроизведение, сообщение для всеобщего сведения и распространение этой записи (п. 114—117). Эти права охраняются в течение пятидесяти лет после даты записи или с момента опубликования . Юридические лица могут быть обладателями этих прав, если запись была сделана с их «инициативы и под их ответственность».

### Права производителей аудиовизуальной записи
Аудиовизуальная запись каких-либо сцен или последовательности изображений, со звуком или без него, считается как «аудиовизуальное произведение». Эти права охраняются в течение пятидесяти лет после производства записи или опубликования. Все права подпадают под юрисдикцию местного законодательства.

### Прав вещательных организаций
Организации вещания имеют исключительное право (арт. 126):
- записи своих передач в эфир в любой форме;
- воспроизведения своих передач в эфир в любой форме;
- ретрансляцию своих передач в эфир;

### Право частного копирования
Закон явно позволяет сделать частные копии авторской работы без согласия автора опубликованных произведений, если копия не предназначена для коммерческого использования. Закон устанавливает компенсационные налоги, связанные с определенными носителями информации (компакт-диски, DVD-диски, кассеты), через общества авторов и редакторов (как СГАЕ и ЧЕДРО).

### Использование для образования
Музеи, библиотеки и подобные общественные или культурные учреждения могут делать копии произведений для целей исследований (п. 37).
«Фрагменты» письменных, звуковых или аудиовизуальных произведений или «изолированных» пластик, фотографические, изобразительные или аналогичные работы могут быть
включены в оригинальные работы для целей преподавания или для научно-исследовательских целей при условии:
- работа была опубликована;
- источник включен в цитирование или используется для анализа, комментария или критических суждений;

### Другие ограничения
Работы, которые постоянно расположены в парках, улицах, скверах или на путях общественных маршрутов не могут быть воспроизведены картинами, в фотографии и аудиовизуальными средствами (п. 35). Пародии произведения допускаются без согласия автор при условии, что нет опасности путаницы с оригинальной работой, и что никакой ущерб ему не причиняется.

## Общественное достояние
Произведение переходит в общественное достояние по истечении срока охраны.

## Международные соглашения в области авторских прав
Испания является участницей следующих международных договоров об авторских правах, которые имеют прямую силу в соответствии с испанским законодательством.
- Бернская Конвенция об охране литературных и художественных произведений 5 декабря 1887; парижский акт 10 октября 1974 года (для основных положений искусств. 1-21)
- Всемирная Конвенция Об Авторском Праве: Закон Женеве 16 Сентября 1955 Г.; Парижский Акт 10 Июля 1974
- Конвенция об охране интересов производителей фонограмм от незаконного воспроизводства их фонограмм 24 августа 1974 года
- Соглашение по торговым аспектам прав интеллектуальной собственности (ТРИПС) 1 января 1995 г.